# VF-31 ジークフリード
VF-31 ジークフリード （ブイエフ さんいち ジークフリード / Siegfried） は、2016年に放送されたテレビアニメ『マクロスΔ』、および2018年と2021年に公開されたアニメーション映画『劇場版マクロスΔ』2部作に登場する架空の兵器。「バルキリー」の通称で呼ばれる可変戦闘機（ヴァリアブル・ファイター、VF）のひとつで、ファイター（航空機）とバトロイド（人型ロボット）、両者の中間形態であるガウォークの三形態に変形する。
劇中では主人公が所属する「ケイオス」の一部隊「Δ小隊（デルタしょうたい）」の配備機として登場し、ヒロインが所属する戦術音楽ユニット「ワルキューレ」の護衛とサポートを担う。愛称（ペットネーム）の「ジークフリード」は、叙事詩『ニーベルンゲンの歌』の主人公にちなむ。Δ小隊以外が運用する一般機は、「カイロス」の愛称で呼ばれる。
メカニックデザインは、総監督でもある河森正治。

## 概要
PlayStation 3用ソフト『マクロス30 銀河を繋ぐ歌声』に登場する「YF-30 クロノス」の制式採用型という設定。2015年9月25日の『マクロスΔ』の正式発表とともにキービジュアルとして公開された。
『マクロスΔ』は主人公側の「ケイオス」と、敵側である「ウィンダミア王国（風の王国）」が戦う物語になっているが、両陣営の機体を新規にデザインするには時間が足りないと判断した河森は、新規の機体をウィンダミア側の「Sv-262 ドラケンIII」のみとし、ケイオス側のVF-31にYF-30の変形機構を流用することで時間短縮を図った。このため、ほかのVFと違って変形機構検証用のレゴブロックモデルは製作されず、既売品のYF-30のDX超合金をベースにして検証が行われた。設計上では、YF-30のテーマであった「玩具製品を変形させやすく、遊びやすくする」という路線を継承している。
当初はYF-30と同じクロースカップルドデルタ翼を採用する予定だったが、ダブルデルタ翼のSv-262とシルエットが被る（映像での判別がつきにくい）という理由や、主役メカとしてのキャラクター性を高める意味合いから、Δ小隊機は前進翼が採用された。前進翼の途中に垂直尾翼が内側に傾けて配置されている（正面から見ると「Δ」に見える）のがポイントである。そのほかの一般機（カイロス）は当初どおりのクロースカップルドデルタ翼機となり、劇中でも端役として登場する。
翼以外では「機首の折りたたみ方」「手や主脚の収納方法」「腕部機銃（ミニガンポッド）」「カナードの大型化」「足先の分割方法」などがYF-30から変わっている。カラーリングに関しては、従来作品の主人公機は赤をパーソナルカラーにすることが多かったが、本作では初めて青を採用している。最終的にはYF-30から大きく変わったため、「VF-30」ではなくナンバーをひとつ進めた「VF-31」とした。
劇場版2作目の『絶対LIVE!!!!!!』では途中でジークフリードが破壊されるため、カイロスにジークフリードのパーツを組み込んだ機体「カイロスプラス」が登場。登場メカのカラーコーディネイトを担当しているビジュアルアーティストの天神英貴は、河森から「テレビ版のときからカイロスを攻撃的な機体にしたかった」という話を聞かされており、その一部が腕部に装備されたミニガンポッドの大型化に反映されていると語っている。プラモデルがすぐに売り切れるなどカイロスはジークフリード以上に人気が高く、それがカイロスを主役機にするきっかけにもなった。デザインの特徴としては、変形機構のために細くなってしまう上腕部分を隠すためにカバーパーツを追加することで力強さを強調し、カラーリングもジークフリードより派手さを抑えたミリタリー調のグレーを基本とし、配色のバランス自体も見直している。各部の形状もかなり変更されており、それによって従来のオプションパーツが装着できなくなったため、新規にオプションのデザインを起こしている。

## 機体解説
各宇宙移民船団や植民惑星の独立・地方分権化による支配力低下を危惧した新統合政府が、各方面が独自配備している新型VFに対抗すべく開発させた機体。民間軍事プロバイダー「S.M.S」のウロボロス支社が開発した高性能試作機「YF-30 クロノス」をベースに、新星インダストリー、L.A.I、飛鳳航天工業公司、バーラトの4社による合弁企業「スーリヤ・エアロスペース」によって最初の型式である「VF-31A・B カイロス」が完成した。
後部中央（ガウォーク・バトロイド形態時の背部）にはYF-30から継承された「マルチパーパスコンテナユニット」を備え、これを換装することでマルチロールな運用を可能としている。YF-30自体が「YF-24 エボリューション」から派生した機体であることから、「ISC（慣性蓄積コンバーター）」や「EX-ギア・システム」などの耐G装置も標準装備されている。ただし、YF-30に搭載されていた高純度の「フォールドクォーツ」は調達困難な希少物質であるため、より小型のクォーツや、人造クォーツである「フォールドカーボン」で代用している。このため、基本性能はYF-30から大きく低下しているが、それでもマクロス・フロンティア船団製の「VF-25 メサイア」と同等以上の水準は維持されている。
星間複合企業体「ケイオス」の軍事部門にも複数の機体が供給され、各部隊で評価試験を兼ねた実戦運用が行われている。そのひとつであるラグナ支部所属のΔ小隊には、対ヴァール・シンドローム用戦術音楽ユニット「ワルキューレ」の護衛任務に特化した改修機が配備され、「ジークフリード」の愛称で呼ばれている。

### 武装・オプション
マウラーROV-127E 12.7㎜対空ビーム機銃
VFシリーズの頭部に固定装備される迎撃用機銃で、型式ごとに砲門数は異なる。
ラミントンLM-25s / LM-27s レールマシンガン（ミニガンポッド）
ファイター形態時は両脚の外側に固定装備される。ガウォーク/バトロイド形態時は前腕部に位置し、砲身がトンファーのように拳側に半回転して、マニピュレーターで他の武装を保持したまま使用可能となる。ファイター形態から両腕のみを展開した「腕出しファイター形態」でも射撃が可能。Δ小隊機は25ミリ口径のLM-25s、一般機は27ミリ口径のLM-27sを採用している。
ガーバーオーテックAK/VF-M11 アサルトナイフ
両腕のシールドに収納された折り畳み式ナイフ。VF-25以降から採用された格闘用装備で、刀身にピンポイント・バリアを展開することで高い切断力を発揮する。
ハワードLU-18A ビームガンポッド
携行式の主力射撃武装。従来のVFはおもに実弾式ガンポッドを装備していたが、エンジン出力向上による余剰エネルギーが生じたことで標準装備化された。通常は背部マルチパーパスコンテナに収納されており、各形態で固定式の旋回砲塔としても使用可能。
ビフォーズCIMM-3B マイクロミサイル
左右エンジン上部のランチャー内に計36発を格納する。
MDP-001W シグナス（マルチドローンプレート）
Δ小隊機が脚部マイクロミサイルに代わって装備しているブーメラン状の小型無人飛行端末。同じ無人機である「ゴースト」よりも小型で飛行速度も遅いが、単独、または複数を集合・連結させて使用することで、多彩な用途に使うことができる。
基本的に母機であるVF-31側から操作されるが、ワルキューレが持つ端末側から操作することも可能。照明や立体ホログラム投影などのステージ演出に使用され、下部に人をぶら下げて滑空することもできる。また、戦闘ではワルキューレや観客などの民間人を守るため防御用にピンポイントバリアを展開したり、コンデンサを開放して粒子加速器として使用することもできる。小型のため活動エネルギーに限りがあるが、VF-31から遠隔でエネルギー供給を受けることが可能。
マルチパーパスコンテナユニット
YF-30から継続して採用された、ファイター形態時の両脚間に設置された多目的コンテナユニット。可動式シャフトで機体に接続されており、ガウォーク形態では機体上面、バドロイド形態では頭部後方に展開する。内蔵武装やコンテナ自体を換装することで、他機種のスーパーパックに相当する機能強化や特化が可能となる。
スーパーパック
歴代のVFシリーズに採用されている宇宙戦用外装オプション。本来のスーパーパックとは、統合戦争以前の戦闘機に採用されたFASTパック（ファストパック）の延長上にある装備だが、マルチパーパスコンテナを持つVF-31ではその概念が一新され、「マルチパーパスパック」の名で呼ばれる。
メインブースターユニット
主翼外翼基部にある尾翼をたたんだ上面に装着される。片方につき横2連式のメインノズルをもち、その周囲に機動用バーニアスラスターが配置されている。初期最大加速は15.75Gで、最終的には30G近くに到達する。ユニット前部にはビフォーズCIMM-5A/A マイクロミサイルランチャーを片方5基、合計10基が内蔵されている。
『絶対LIVE!!!!!!』に登場するAX型（カイロスプラス）では新規設計されており、接続部も主翼上面から側面部へと変更されている。
胸部およびインテーク装甲ユニット
真空の宇宙では不要となるインテークは燃料スペースに転用され、その周囲を装甲で保護している。この装甲は、バトロイド形態時に胸部と股間部に分割配置される。左右のカナード（肩部）内側には、ラミントンHMM-7C 近接マイクロミサイルCIWS 15連装ランチャーポッドを1基ずつ備える。
マニピュレーター用追加装甲ユニット
前腕部のシールド表面に装着され、ファイター形態時は内翼下面を保護する。
エンジンナセル追加装甲ユニット
従来のVFと同じくエンジンを内蔵する脚部周囲を保護するが、VF-31の場合は大腿部にまで装甲面積が拡大している。表面には複数のバーニアスラスター、装甲裏にはマイクロミサイルランチャーを備える。

フォールドプロジェクションユニット
フォールド波を利用したスピーカーとプロジェクションユニットをコンテナに内蔵した特殊な追加装備。使用するときは展開し野外や宇宙空間などでワルキューレの歌声の効果を高めるために使用される。通常のコンテナとの交換が必要な装備だがスーパーパックと併用可能。
フォールドブースター
機体上部に設置される着脱式の超空間移動装置。
LD-262S リル・ドラケン
『激情のワルキューレ』以降に登場。機体の両翼に装着されるブースター兼用の無人支援戦闘機で、本来はSv-262用の装備。『激情のワルキューレ』では、Sv-262とVF-31は同じ銀河標準規格を採用しているとされ、装備の共用が可能となっている、ウィンダミアが鹵獲したメッサー・イーレフェルトのF型に装着され、ハヤテ・インメルマンがこれに搭乗して出撃する。2068年を舞台とする『絶対LIVE!!!!!!』ではほかのΔ小隊各機にも装備されている。
アーマードパック
『激情のワルキューレ』以降に登場。火力と防御力の強化を目的とした重装ユニット。各部に追加装甲や、コンテナユニットの交換を必要とする大型ビーム砲、各種ミサイルや重火器等のための重量増による機動性低下を抑えるための大型ブースターユニットが装備され、VF-25用の装備と同じく装着状態での変形も可能となっている。劇中ではアラドが搭乗するS型のほか、A型も本装備を装着する。『絶対LIVE!!!!!!』に登場するAX型では、機体形状が変更されたことに伴い接続コネクタなどが異なっている。
ゴースト / スーパーゴースト
『絶対LIVE!!!!!!』に登場。VF-31AXカイロスプラスハヤテ機の出力不足を補うためにミラージュ機の誘導で機体の両翼に合体するケイオス所有の無人戦闘機。ノーマル状態とスーパーパック装備の2形態が存在するが、劇中で使用されるのはスーパーパック装備型のみ。

## バリエーション

### Δ小隊機

#### ジークフリード
ワルキューレの歌によるヴァール鎮圧作戦を支援する目的に特化するため、ケイオスの「ワルキューレ・ワークス」による設計修正が施された機体。
一般機よりも大型のフォールドクォーツを搭載しており、YF-30と同じくフォールドウェーブシステムの稼働が可能になっている。システム作動時は、ワルキューレの歌声から発せられるフォールドウェーブを周囲に増幅・中継しつつ、自機のクォーツと共振させることで、一時的に機体出力を向上させることができる。このシステムに対応するために機体構造やエンジンなどが強化され、対ヴァール用の各種装備が追加されている。惑星重力下での任務が多いため、主翼には大気圏内での運動性に優れた前進翼を採用。外翼部は駐機時や急加速時に下方に折りたたまれる。ワルキューレや一般市民の警護が主任務であるため、威力を抑えた近接戦用武装を装備している。マルチパーパスコンテナにはシグナス（マルチドローンプレート）へのエネルギー供給装置や、フォールド波を利用したサウンドプロジェクションユニットを搭載する。軍用機としては目立ち過ぎるカラーリングを施しているのは、暴動に脅える市民に「ワルキューレやΔ小隊が来たから安心だ」と思わせるパニック抑止効果を狙っている。
Δ小隊ではパイロットに合わせて下記のバリエーションが割り当てられている。頭部形状やパーソナル・カラーといった外観で見分けることができるが、むしろ内部（ソフト面）の違いが大きい。サポートするワルキューレメンバーに合わせて、フォールドウェーブシステムのパラメータ調節や、操縦支援AI「ARIEL III」の適合化が行われている。
VF-31J
ハヤテ・インメルマンの搭乗機。運用データをもとにフルモデルチェンジした最新バージョンで、制宙支援戦闘機に区分される。
カラーリングは白地に青色のライン（アクセントに赤色）。Δ小隊における機番は05。カメラアイは赤いバイザー型で、頭部の機銃は1門。ワルキューレのマキナ・中島とレイナ・プラウラーを中心とするメカニック陣によって、AIの介入を嫌うハヤテに合わせた操縦系統の調整が施されている。ハヤテがヘルメットを装着せずに操縦するため、緊急時にEX-ギア付属のヘルメットを自動装着する装置を座席後方に追加している。
テレビ版では惑星ラグナでの戦闘中、新統合軍が仕掛けた指向性反応弾の爆発に巻き込まれ消滅する。
『激情のワルキューレ』では、惑星アル・シャハルでの戦闘でウィンダミア軍に撃墜される。
VF-31J改
テレビ版のみに登場。ウィンダミア軍との最終決戦におけるハヤテの搭乗機。ラグナで消失したJ型と同型機だが、戦死したメッサーの遺志を継ぐという意味を込めて、メッサーのパーソナル・カラーである黒のライン・マーキングと、メッサーの死神のパーソナル・マークを模したJ型の横顔が描かれている。さらに、ハヤテがメッサーのF型に搭乗した際に蓄積されたフライトデータをもとに、操縦系の更新も行われている。
VF-31J “フレイア・ヴィオン”
PS Vita用ゲームソフト『マクロスΔスクランブル』のオリジナル機体。J型にフレイア・ヴィオンのイラストをペイントした痛バルキリー仕様。機体性能はハヤテ機と同じ。
VF-31C
ミラージュ・ファリーナ・ジーナスの搭乗機。性能バランスに優れ、僚機のサポートに適した戦術支援戦闘機。前衛のF型を支援しつつ、後衛のJ型を指示する中衛を担当し、S型に次ぐ指揮管制能力をもつ。
カラーリングは白地にえんじ色のライン。Δ小隊における機番は04。カメラアイは緑の縦2列のバイザー型で、頭部の機銃は左右2門。
VF-31C “マキナ＆レイナ”
PS Vita用ゲームソフト『マクロスΔスクランブル』のオリジナル機体。C型にマキナ・中島とレイナ・プラウラーのイラストをペイントした痛バルキリー仕様。機体性能はミラージュ機と同じ。
VF-31E
チャック・マスタングの搭乗機。索敵・分析用の機器を装備し、偵察任務などを担う早期警戒・電子戦機。
カラーリングは白地に黄色のライン。Δ小隊における機番は03。カメラアイはグリーンの単眼型で、頭部の機銃は左右2門。通常装備しているコンテナには折り畳み式の円形レドームを装備している。
VF-31E “ソング・オブ・ワルキューレ”
PS Vita用ゲームソフト『マクロスΔスクランブル』のオリジナル機体。E型にワルキューレ5人のイラストをペイントした痛バルキリー仕様。機体性能はチャック機と同じ。
VF-31F
メッサー・イーレフェルトの搭乗機。空中戦用に最適化された制宙支配戦闘機。メッサーの高い技量に合わせ、機体の設計限界での高機動戦闘を行えるよう調整されている。
カラーリングは白地に黒色のライン。Δ小隊における機番は02。カメラアイはブルーで頭部の機銃は左右2門。背面中央に死神のパーソナルマークが描かれている。
テレビ版ではメッサーの戦死後、J型を失ったハヤテによって乗り継がれる。のちに度重なるオーバードライブで負荷が蓄積したため、再配備されたJ改型に役目を譲る。
『激情のワルキューレ』でもハヤテが乗り継ぐが、その経緯は異なり、ウィンダミアに鹵獲されてSv-262用のリル・ドラケンが装着された状態の機体をハヤテが奪還する。
VF-31F “カナメ・バッカニア”
PS Vita用ゲームソフト『マクロスΔスクランブル』のオリジナル機体。F型にカナメ・バッカニアのイラストをペイントした痛バルキリー仕様。機体性能はメッサー機と同じ。
VF-31S
小隊長であるアラド・メルダースの搭乗機。通信管制システム、武装などが強化された指揮官機。アラドの希望により、機体性能を限界まで引き出したピーキーな調整が施されている。
カラーリングは白地に青緑と赤のライン。Δ小隊における機番は01。カメラアイは赤いバイザー型で、頭部の機銃は左右計4門。背面中央に剣をくわえた竜の頭骨（ドラゴンスカル）のパーソナルマークが描かれている。
『激情のワルキューレ』では初登場となるアーマードパックを装着する。
VF-31S “美雲・ギンヌメール”
PS Vita用ゲームソフト『マクロスΔスクランブル』のオリジナル機体。S型に美雲・ギンヌメールのイラストをペイントした痛バルキリー仕様。機体性能はアラド機と同じ。

#### カイロスプラス
『劇場版マクロスΔ 絶対LIVE!!!!!!』に登場。イアン・クロムウェル率いる「ヘイムダル」との戦いで甚大な損傷を受けたジークフリードに代わり、急遽配備された機体。
一般用のA型（カイロス）にジークフリードの予備パーツを組み込み（劇中の台詞では逆）、より実戦向けの部分改修を施したうえでフォールドクォーツを増設・大型化。武装も変更・強化したうえ、主翼とカナードは通常のA型よりも大型化した形状のクロースカップルドデルタ翼を採用。一部を除いたメンバー各機のパーソナル・カラーやマーキングはジークフリードのものを継承しているが、それ以外の共通基本色はグレーの割合を増やしたミリタリー調の色になっている。型式番号上は全機とも同じ「VF-31AX」であるが、頭部など一部の形状は各メンバーが搭乗していたジークフリードのものに準じている。キャノピーは一見すると通常の透過型となっているが、内壁部はSv-262と同じ全周囲式モニターとして機能する。
武装面では、ミニガンポッドがファイター形態の翼下から突出するほどに大型化され、ビームガンポッドも大出力・大口径化、背部コンテナも変更されている。機首や大型フォールドクォーツを搭載した胸部周り、主翼など各部の形状が変化しているため、従来のスーパーパックやアーマードパックが装着不可能となっており、新たに専用設計のパックを用意している。
河森監督によれば機体性能的にはYF-29 デュランダルとあまり変わりがなく、伝説のスーパーカーと最新鋭ハイブリッドスポーツカーくらいの差でしかないほどであるという。
ハヤテ・インメルマン機
頭部形状はJ型に類似しており、背部パーソナル・マークはテレビ版に登場するJ型改と同じデザインになっている。最終決戦では、敵艦のバリアを突破するために不足していた出力を補うべくスーパーゴースト2機を両翼に合体させ、排除したアーマードパックから2連装ビーム砲のみを継続装備したクライマックス仕様となる。
ミラージュ・ファリーナ・ジーナス機
頭部はC型に近い上下二段式センサーを採用しているが、上部メインセンサーが黒いため単装式のように見える。さらに両耳の機銃が大型化、頭頂部には隊長機らしく大型の中抜きブレードアンテナが追加されている。背部には、ミラージュの祖父であるマクシミリアン・ジーナスの乗機「YF-29 デュランダル」と同じジーナス家の紋章が描かれている。無人機の誘導機能を備えており、最終決戦ではスーパーゴーストにハヤテ機と合体させる指示を行なう。
アラド・メルダース機
頭部と背部パーソナル・マークはS型に準じているが、この機体のみパーソナル・カラーが変更され、メッサーのF型に近い黒となっている。習熟訓練には参加するが、そのあと重傷を負ったアラドとともに戦線離脱し、ミラージュがΔ小隊長となる。
チャック・マスタング機
頭部はA型に近いが、電子戦装備を内蔵したため、左右非対称の複雑な形状に変化している。ただしE型のようなレドームは搭載されておらず、ほかのAX型と共通の装備を使用する。背部には、惑星ラグナに生息するウミネコ（地球の鳥類ではなく、猫とアザラシを掛け合わせたような水棲動物）が2匹絡み合った図柄のパーソナル・マークが描かれている。
ボーグ・コンファールト機
コールサイン「デルタ6」として新規入隊した、ウィンダミア王国軍空中騎士団の「赤騎士」ことボーグ・コンファールトの搭乗機。5機のなかではもっともA型に近い形状で、パーソナル・カラーはウィンダミアをイメージした緑、背部パーソナル・マークもウィンダミアの紋章を取り入れている。当初は赤騎士にちなんで赤色となるはずだったが、ミラージュ機と見分けが付かないという理由で変更された。ボーグ本人はこの変更に不満を抱いていたらしく、わずかな反抗として頭部に生家であるコンファールト家の紋章を入れている。

### 一般機（カイロス）
より純粋な戦闘任務に特化した機体で、ラグナ支部ではα、β、γ小隊の主力機として運用されている。YF-30に準じたクロースカップルドデルタ翼を採用しているが、垂直尾翼が外向きから内向きに変更され、カナードも大型化している。フォールドクォーツもより純度の劣るフォールドカーボンを採用しているため、フォールドウェーブシステムは搭載されていない。
VF-31A
計画段階から全軍への配備を前提とした初期導入型。各銀河の移民惑星基地に建設された専用工場での同時生産・配備を可能としている。頭部に単眼式のメインカメラ、1門の機銃を装備する。カラーリングはグレー。Δ小隊結成前のアラドも本形式に搭乗していた。
VF-31B
A型とともに量産されている型式。詳細は不明。

### 練習機（スクルド）
VF-31D
オレンジに塗装された練習機。作品内の設定は不明であるが、A型・J型とともにアオシマのプラモデルブランド「ヴァリアブルファイターガールズプラモデル(V.F.G.)」として商品化された（後述）。

## 商品化
バンダイ製DX超合金 ノンスケール
コレクター事業部から発売される完全変形トイ。「YF-30 クロノス」以前のDX超合金からの技術蓄積により、商品としての完成度がさらに高められている。2016年12月にハヤテのJ型、2017年4月にメッサーのF型、9月にミラージュのC型、2018年3月に一般機のA型、7月にアラドのS型が発売。さらにオンライン通販サイト「プレミアムバンダイ」の魂ウェブ商店にて、強化オプションであるスーパーパーツ（スーパーパック）セットが限定発売。
劇場版公開後の2021年10月にはハヤテのJ型（フォールドプロジェクションユニット装備型）、同年12月にハヤテのカイロスプラス、2022年3月にミラージュのカイロスプラスが発売された。
さらにオンライン通販サイト「プレミアムバンダイ」の魂ウェブ商店にて、強化オプションであるスーパーパーツ（スーパーパック）セットやアーマードパーツ（アーマードパック）、スーパーゴースト（仮）が順次限定発売される。
バンダイ製プラモデル 1/72スケール
ホビー事業部（のちのBANDAI SPIRITS）から発売された一部差し替えの変形モデル。『マクロスF』放送時に発売された「VF-25 メサイアバルキリー」や「VF-27 ルシファーバルキリー」を発展させた商品で、形態固定用のロック機構を導入した精度の高い変形を実現している。2016年6月にハヤテのJ型、7月にアラドのS型、9月に「スーパージークフリード」と呼ばれるJ型のスーパーパック同梱版およびスーパーパック単品、10月にメッサーのF型、2017年1月にミラージュのC型、6月にハヤテのJ改型が発売。
バンダイ製プラモデル メカコレクション マクロスシリーズ ノンスケール
ホビー事業部から発売されるファイター形態固定モデル。小型かつ安価な商品ながらも、付属のマーキングシールを貼ることでほぼ劇中のカラーリングを再現。2016年4月にハヤテのJ型、5月にアラドのS型、6月にチャックのE型、8月にミラージュのC型、10月にメッサーのF型が発売。
バンダイ製プラモデル ハイグレード (HG) 1/100スケール
「差替三段変形」（ショートカットチェンジ）と銘打たれたパーツ差替え方式によって、三形態の形状と可動範囲を再現したモデル。成型色と極薄のネーマーシールの組み合わせで基本的な配色を再現しているのが特長で、さらにVF-31以降の製品は、ラインマーキング自体を多色成型で再現した「インサート成形」を採用している。また、通常商品に専用水転写式デカールと作中キャラクターのアクリルスタンドを同梱した「デラックスセット」も並行販売される。2025年7月にハヤトのJ型、10月にミラージュのC型が発売予定。
ハセガワ製プラモデル 1/72スケール
スケールモデルの技術を取り入れ、実在の航空機のような精密感を再現したファイター形態固定モデル。2017年6月にハヤテのJ型、8月に一般機のA型（カイロス）が発売。
トミーテック製プラモデル 技MIX 1/144スケール
ランナー状態で塗装やマーキングが施された彩色済みモデル。ファイターとバトロイドそれぞれの形態固定モデルを別売り、もしくは2種類を同梱した状態で発売され、2種類のパーツを組み合わせことでガウォーク形態の再現も可能となる。2016年8月にハヤテのJ型（ファイターとバトロイド）、一般機のA型（ファイター）、ミラージュのC型（ファイター）、11月にアラドのS型（ファイターとバトロイド）が発売。
アオシマ製プラモデル ヴァリアブルファイターガールズ(V.F.G.) ノンスケール
VFに美少女フィギュアを組み合わせたシリーズ。ファイター形態はほぼ原典作品の機体と同じ形状であるが、ガウォーク形態では少女がバイクのように機体に跨り、バトロイド形態では少女がパワードスーツのように機体を纏うという独自の機構を採用している。『マクロスF』の商品は原典作品に登場するヒロインたちのフィギュアも同梱されていたが、『マクロスΔ』では完全なオリジナルデザインのフィギュアが付属する。他社製のプラモデルと比較して高価格帯のシリーズとなっている。
2018年4月にJ型（ハヤテ機）、同年8月に一部パーツをリファインしたJ型（35thアニバーサリーカラー）、11月にリファイン仕様のまま機体色をハヤテ機に戻した「Ver.1.3」、12月にA型（カイロス）、2019年8月にガウォーク形態時の二人乗りが可能なタンデムフットペダルを装備したD型（スクルド）、2021年5月に新装備やエフェクトパーツを同梱したD型（スクルドSP）が発売。